# Ochropleura flammatra
Ochropleura flammatra là một loài bướm đêm trong họ Noctuidae.